# Turska kafa
Turska kafa (tur. Türk kahvesi) jeste metoda pripreme nefiltrirane kafe. Pržena, a zatim fino mlevena, zrna kafe se kuvaju u džezvi (tur. cezve), često sa šećerom, te se serviraju u fildžanima. U današnje vreme se može naći na Srednjem istoku, u severnoj Africi, na Kavkazu, Balkanu, Baliju te južnoj Evropi.
Godine 2013. turska kafa je uvrštena na UNESCO-vu listu nematerijalnog kulturnog nasleđa čovečanstva.

## Priprema
Turska kafa se odnosi na metodu pripreme veoma fino mlevene kafe. Može se koristiti svaki tip zrna kafe; varijeteti arabike se smatraju najboljim, mada se robusta ili mešavine isto tako koriste. Zrna moraju biti samlevena do veoma finog praha, koji se ostavlja u kafi pri serviranju. Kafa može da bude mlevena kod kuće u ručnom mlinu koji omogućava veoma fino mlevenje (kućni električni mlinovi su isto tako podesni), mlevena u prodavnici kafe po zahtevu, što je dostupno u većini delova sveta, ili se može kupiti u unapred samlevenom obliku u mnogim prodavnicama.
Turska kafa se pravi kuvanjem mlevene kafe u vodi, obično uz dodatak šećera do ključanja u namenskoj posudi koja se naziva džezva, a ponegde se koristi i naziv ibrik. Čim smeša počne da peni neposredno pre nego što proključa, ona se skida sa grejaća; može se nakratko ponovo zagrejati još par puta da bi se povećala željena količina pene. Ponekad se oko jedne trećine kafe uspe u šolje; dok se preostala količina vraća na grejač i distribuira u šolje nakon ključanja. Kafa se tradicionalno služi u namenskim malim porcelanskim šoljama, koji se nekim delovima sveta nazivaju fildžani za kafu.
Šećer se dodaje u tursku kafu dok se kuva, tako da količina šećera mora biti poznata prilikom pripreme kafe. Kafa se može poslužiti nezaslađena (tur. sade kahve), sa malo ili umerenom količinom šećera (tur. orta şekerli), ili slatka (tur. tatlı). Kafa se ponekad servira sa malim posluženjem, kao što je ratluk. Kafi se ponekad daje dodaje ukus kardamona, mastika, salepa, ili ambra. Znatna količina kafe u prahu biva prenesena iz džezve u šoljicu. U šoljici se deo taloži na dno, a ostatak se zadržava u vidu suspenzije i konzumira se sa kafom.

## Istorija
Najranije spominjanje konzumacije kafe dolazi iz Jemena u 15. veku. Krajem 15. i početkom 16. veka, kafa se raširila na Kairo i Meku. Tokom 1640-tih, osmanlijski letopisac Ibrahim Pecevi zabeležio je otvaranje prve kafane u Konstantinopolju.
Sve do 962 (po hidžri, 1554—55), u velikom, čuvanom-od-strane-Boga gradu Konstantinopolju, kao i u osmanlijskim zemljama uopšteno, kafa i kafane nisu postojale. Oko te godine, kolega po imenu Hakem Alepa i vragolan zvani Šems iz Damaska, došli su u grad: oba su otvorili veliku prodavnicu u četvrti zvanoj Tahtakal, te počeli da snabdevaju kafom.
U današnje vreme, tradicionalno konzumiranje turske kafe bilo je umanjeno rastućom dostupnošću ostalih toplih napitaka poput čaja (čija upotreba raste i koji se često kupuje se bez čvrste valute), instant kafa, i ostalih modernih stilova kafe.

## Literatura
- Skočir, Dinko (2017). „Prostorni aspekti posjećenosti kafića u Zagrebu: dobne i rodne razlike” [Spatial aspects of café bar visitation in Zagreb: age and gender differences] (PDF). Acta Geographica Croatica. 43/44 (1): 37—58. Приступљено 27. 3. 2020.
- Beeley, Brian W. (1970). „The Turkish Village Coffeehouse as a Social Institution”. Geographical Review. 60 (4): 475—493. Bibcode:1970GeoRv..60..475B. JSTOR 213769. doi:10.2307/213769.
- Yılmaz, Birsen; Acar-Tek, Nilüfer; Sözlü, Saniye (2017-12-01). „Turkish cultural heritage: a cup of coffee”. Journal of Ethnic Foods (на језику: енглески). 4 (4): 213—220. ISSN 2352-6181. doi:10.1016/j.jef.2017.11.003 .
- Aslı, Tokman (2001). Negotiating tradition, modernity and identity in consumer space : a study of a shopping mall and revived coffeehouse (Теза) (на језику: енглески). Bilkent University. hdl:11693/14808.
- Salvatore, Armando; Eickelman, Dale F. (2004). Public Islam and the common good. Leiden: Brill. ISBN 978-1-4237-1180-3. OCLC 60826759.
- Hattox, Ralph S. Ralph (2015). Coffee and coffeehouses : the origins of a social beverage in the medieval near east. Univ Of Washington Press. ISBN 978-0-295-99888-6. OCLC 921868856.
- „Coffee and spices: official Ottoman reactions to Egyptian trade in the later sixteenth century,” Wiener Zeitschrift für die Kunde des Morgenlandes, 76, 1986, pp. 87–93.
- „Coffeehouses: public opinion in the nineteenth-century Ottoman Empire,” in Armando Salvatore and Dale F. Eickelman (eds) Public Islam and the Common Good, Leiden: E. J. Brill, 2004, pp. 75–97.
- „Contrôle et taxation du commerce du café dans l’Empire ottoman fin XVIIe–première moitié du XVIIIe siècle,” in Michel Tuchscherer (ed.) Le Commerce du cafe avant l’ère des plantations coloniales: espaces, réseaux, sociétés (XVe–XIXe siècle), Cairo: Institut français d’archéologie orientale, 2001, pp. 161–79.
- „Crisis and change 1590–1699,” in Halil İnalcık and Donald Quataert (eds) An Economic and Social History of the Ottoman Empire: 1300—1914, 2 vols, Cambridge: Cambridge University, 1994, pp. 411–636.
- „Freedom in an Ottoman perspective,” in Metin Heper and Ahmed Evin (eds) State, Democracy and the Military: Turkey in the 1980s, Berlin: Walter de Gruyter, 1988, pp. 23–35.
- „İstanbul: Bir Büyük Kahvehane,” İstanbul Dergisi, 47, 2003, pp. 75–8.
- „Kahvehaneler ve Hafiyeler: 19. Yüzyıl Ortalarında Osmanlı’da Sosyal Kontrol,” Toplum ve Bilim, 83, 2000, pp. 58–79.
- „Seniority, sexuality and social order: the vocabulary of gender in early modern Ottoman society,” in Madeline C. Zilfi (ed.) Women in the Ottoman Empire: Middle Eastern Women in the Early Modern Era, Leiden: E. J. Brill, 1997, pp. 169–96.
- „The Age of Tulips: confluence and conflict in early modern consumer culture (1550—1730),” in Donald Quataert (ed.) Consumption Studies and the History of the Ottoman Empire, 1550—1922: An Introduction, Albany: State University of New York, 2000, pp. 83–106.
- El-Rouayheb, Khaled (2005). „The Love of Boys in Arabic Poetry of the Early Ottoman Period, 1500 – 1800”. Middle Eastern Literatures. 8 (1): 3—22. doi:10.1080/1366616042000309157..
- „Wealth and power in the land of olives: the economic and political activities of Müridoğlu Hacı Mehmed Ağa, notable of Edremit,” in Making a Living in the Ottoman Lands 1480—1820, Istanbul: Isis Press, 1995, pp. 291–311.
- Açıkgöz, Nâmık. Kahvenâme: Klâsik Türk Edebiyatında Kahve, Ankara: Akçağ Basım Yayım Pazarlama. 1999.
- Afyoncu, Erhan. İbrahim Müteferrika’nın Yeni Yayınlanan Terekesi ve Ölüm Tarihi Üzerine. Türklük Araştırmaları Dergisi, 15, 2004, pp. 349–62.
- Aktepe, M. Münir. Patrona İsyanı, 1730, Istanbul: İstanbul Edebiyat Fakültesi Basımevi. 1958.
- And, Metin. A History of Theatre and Popular Entertainment in Turkey, Ankara: Forum Yayinlari. 1963.
- Artan, Tülay. Architecture as a theatre of life: profile of the eighteenth century Bosphorus’, Ph.D. dissertation, Massachusetts Institute of Technology. 1989.
- Beeley, Brian. „The Turkish village coffeehouse as a social institution,” Geographical Review, 60 (4) October, 1970, pp. 475–93.
- Before Homosexuality in the Arab–Islamic World, 1500—1800, Chicago: Chicago University Press. 2005.
- Behar, Cem. A Neighborhood in Ottoman Istanbul: Fruit Vendors and Civil Servants in the Kasap İlyas Mahalle, Albany: State University of New York Press. 2003.
- Beinin, Joel. Workers and Peasants in the Modern Middle East, Cambridge: Cambridge University Press. 2001.
- Beldiceanu-Steinherr, Irene. „Le règne de Selim Ier: tournant dans la vie politique et religieuse de l’Empire ottoman,” Turcica, 6, 1975, pp. 34–48
- Brookes, Douglas. The Ottoman Gentleman of the Sixteenth Century. translated by Douglas Brookes, Cambridge: Harvard University Department of Near Eastern Languages and Civilizations. 2003.
- Caratzas, Adam. Formation of the Modern State: The Ottoman Empire, Sixteenth to Eighteenth Centuries, Albany: State University. 1991.
- Coffee and the conquest of the night in the early modern era. Davis, California. 2003.
- Consumption Studies and the History of the Ottoman Empire, 1550—1922: An Introduction, Albany: State University of New York. 2000.
- Coping with the State: Political Conflict and Crime in the Ottoman Empire, 1550—1720, Istanbul: Isis Press. 1995.
- Deleuze, Gilles. A Thousand Plateaus: Capitalism and Schizophrenia, translated by Brian Massumi, Minneapolis: University of Minnesota Press. 1987.
- Desmet-Grégoire, Hélène. Cafés d’Orient revisités, Paris: Centre National de la Recherche Scientifique Editions. 1997.
- Efendi, Abdi. 1730 Patrona İhtilâli Hakkında Bir Eser: Abdi Tarihi, edited by Faik Reşit Unat, Ankara: Türk Tarih Kurumu. 1943.
- Eldem, Edhem. The Ottoman City between East and West: Aleppo, Izmir and Istanbul, Cambridge: Cambridge University Press. 1999.
- Evren, Burçak. Eski İstanbul’da Kahvehaneler, Istanbul: Milliyet Yayınları. 1996.
- Faroqhi, Suraiya. Towns and Townsmen of Ottoman Anatolia: Trade, Craft and Food Production in an Urban Setting, 1520—1650, Cambridge: Cambridge University Press. 1984.
- Göçek, Fatma Müge. East Encounters West: France and the Ottoman Empire in the Eighteenth Century, New York: Oxford University Press. 1987.
- Gökman, Mehmet. Tarihi Sevdiren Adam: Ahmet Refik Altınay – Hayatı ve Eserleri, Istanbul: İş Bankası Yayınları. 1978.
- Hattox, Ralph S. Coffee and Coffeehouses: The Origins of a Social Beverage in the Medieval Near East. Seattle: University of Washington Press. 1985.
- Heinz, Wilhelm. Die Kultur der Tulpenzeit des Osmanischen Reiches. Wiener Zeitschrift für die Kunde des Morgenlandes, 61, 1962, pp. 62–116.
- Homsi, Nada; Hendawi, Hamza; Mahmoud, Sinan; Oweis, Khaled Yacoub (2023-02-24). „Coffee houses of the Middle East: inside the region's historic cauldrons of culture”. The National (Abu Dhabi) (на језику: енглески). Приступљено 2023-04-30.
- Ismācil, Muhammad Husām al-Din. „Le café dans la ville de Rosette à l’époque ottomane XVIe–XVIIe siècle,” in Michel Tuchscherer (ed.) Le Commerce du cafe avant l’ère des plantations coloniales: espaces, réseaux, sociétés (XVe–XIXe siècle) Cairo: Institut français d’Archéologie orientale, 2001, pp. 103–9.
- Işın, Ekrem. „Bir içecekten daha fazla: kahve ve kahvehanelerin toplumsal tarihi” („More than a beverage: a social history of coffee and coffeehouses”), in Selahattin Özpalabıyıklar (ed.) Tanede Sakli Keyif, Kahve (Coffee, Pleasures Hidden in a Bean) Istanbul: Yapı Kredi Kültür Sanat Yayıncılık, 2001, pp. 10–43.
- Kırlı, Cengiz. „The struggle over space: coffeehouses of Ottoman Istanbul, 1780–1845,” Ph.D. dissertation, State University of New York, Binghamton. 2000.
- Kultur und Alltag im osmanischen Reich, Munich: C. H. Beck’sche. 1995.
- Kural, Ezel. „The double veil: travelers’ views of the Ottoman Empire,” in Ezel Kural Shaw and C. J. Heywood (eds) English and Continental Views of the Ottoman Empire, 1500—1800, Los Angeles: William Andrews Clark Memorial Library, 1972, pp. 1–29.
- Men of Modest Substance: House Owners and House Property in Seventeenth-Century Ankara and Kayseri, Cambridge: Cambridge University Press. 1987.
- Morality Tales: Law and Gender in the Ottoman Court of Aintab, Berkeley: University of California Press. 2003.
- Özpalabıyıklar, Selahattin. Tanede Saklı Keyif Kahve (Coffee, Pleasures Hidden in a Bean) Istanbul: Yapı Kredi Kültür Sanat Yayıncılık. 2000.
- Peirce, Leslie. The Imperial Harem: Women and Sovereignty in the Ottoman Empire, Oxford: Oxford University Press. 1993.
- Rise of the Bourgeoisie, Demise of Empire: Ottoman Westernization and Social Change, Oxford: Oxford University Press. 1996.
- Sennet, Richard. The Fall of Public Man, New York: Alfred. 1977.
- Unat, Fuat. Osmanlı Sefirleri ve Sefâretnâmeleri, edited by B. S. Baykal, Ankara: Türk Tarih Kurumu. 1968.
- Ünver, Süheyl. Ressam Ali Rıza Beye göre Yarım Asır Önce Kahvehanelerimiz ve Eşyası, Ankara: Ankara Sanat Yayınları. 1967.
- Watenpaugh, Heghnar. The Image of an Ottoman City: Imperial Architecture and Urban Experience in Aleppo in the 16th and 17th Centuries, Leiden: E. J. Brill. 2004.
- Weinberg, Bennett. The World of Caffeine: The Science and Culture of the World's Most Popular Drug, New York: Routledge. 2002.
- Wheatcroft, Andrew. The Ottomans. London: Viking. 1993. White, Charles. Three Years in Constantinople; or, Domestic Manners of the Turks in 1844, 3 vols, London: Henry Colburn. 1845.
- Yaşar, Ahmet. „The Coffeehouses in Early Modern Istanbul: Public Space, Sociability and Surveillance”, MA Thesis, Boğaziçi Üniversitesi, 2003. Library.boun.edu.tr
- Yaşar, Ahmet. „Osmanlı Şehir Mekânları: Kahvehane Literatürü / Ottoman Urban Spaces: An Evaluation of Literature on Coffeehouses”, TALİD Türkiye Araştırmaları Literatür Dergisi, 6, 2005, 237–256. Talid.org